# Adolf Merckle
Adolf Merckle (* 18. März 1934 in Dresden; † 5. Januar 2009 in Blaubeuren) war ein deutscher Jurist, Unternehmer und Investor. Er führte die Merckle Unternehmensgruppe.

## Leben
Adolf Merckle wurde am 18. März 1934 in Dresden in eine Unternehmerfamilie geboren. Sein Vater Ludwig führte die 1881 im böhmischen Aussig gegründete „Adolf Merckle en gros“ in der zweiten Generation; er hatte das Unternehmen seines Vaters 1915 übernommen und erweiterte es um zwei pharmazeutische Fabriken. Nach der Enteignung floh die Familie 1945 aus dem Sudetenland. Ludwig Merckle baute die Merckle GmbH in Blaubeuren am Fuße der Schwäbischen Alb, der Heimat seiner Frau Luise (1900–1984), wieder auf. Diese war die Enkelin des aus Ravensburg stammenden Julius Spohn, welcher sich als Textil- und Zementunternehmer einen Namen gemacht hatte.
Nach einem Studium der Rechtswissenschaft in Tübingen, Hamburg und Grenoble arbeitete Merckle bis 1967 als Rechtsanwalt in Hamburg. Im Jahr 1967 erbte er von seinem Vater den Arzneimittelbetrieb in Blaubeuren. Der Betrieb beschäftigte damals 80 Mitarbeiter und erzielte einen Umsatz von vier Millionen Deutsche Mark pro Jahr. Kurz nach dem Antritt des Erbes begann Merckle mit dem Ausbau des Pharmaunternehmens zu einem weit verzweigten Konzern. 1973 gründete er in Blaubeuren das heute in Ulm ansässige Unternehmen Ratiopharm, das Generika herstellt. 1991 führte er das Öko-Controlling ein. 1994 erfolgte unter ihm die Gründung des Pharmagroßhandels Phoenix Pharmahandel AG.
Merckles unternehmerisches Engagement war breit gefächert. Als Eigentümer der Merckle Unternehmensgruppe verfügte er über ein umfangreiches und vielfältiges Geflecht an Beteiligungen – von der HeidelbergCement über den Pistenraupenhersteller Kässbohrer, die Metallwerke der Zollern GmbH, die Gruschwitz Textilwerke bis hin zum Skilift im Kleinwalsertal. Über seine Mehrheitsbeteiligung am Elektromaschinenbauunternehmen VEM Sachsenwerk war er auch im Windkraftanlagengeschäft präsent.
1994 erwarb er das 800 Hektar große Herrenhaus Hohen Luckow bei Rostock, das er aufwändig renovieren ließ. In dem Schloss waren die Teilnehmer des G8-Gipfels in Heiligendamm 2007 zu Gast.
Am Abend des 5. Januar 2009 beging Adolf Merckle im Alter von 74 Jahren in der Nähe seines Wohnhauses im Blaubeurer Ortsteil Weiler Schienensuizid. Als Grund gab seine Familie die wirtschaftliche Notlage seiner Unternehmen an, die durch die Finanzkrise verursacht wurde.

## Privates
Merckles Ehefrau Ruth, geborene Holland, kommt aus der Ulmer Zementhersteller-Dynastie Schwenk/Schleicher. Die gelernte Krankengymnastin arbeitete bis 2002 in der Geschäftsführung des Unternehmens mit. Das Paar hat drei Söhne (Ludwig, Philipp Daniel, Tobias) und eine Tochter (Jutta), die auf vielfältige Weise an der Unternehmensgruppe beteiligt sind. Merckle war bekennender Christ und gehörte der Gemeinde der evangelischen Stadtkirche Blaubeuren an. Er war Mitglied der Sektion Ulm des Deutschen Alpenvereins und ging mit seiner Frau gerne zum Skifahren und (Extrem-)Bergsteigen: In jüngeren Jahren bezwang er zehn Sechstausender. Zudem war er Mitglied der Tübinger Studentenverbindung A.V. Igel.
Laut Forbes-Liste war Merckle im Frühjahr 2008 mit einem Vermögen von rund 12,8 Milliarden Dollar der fünftreichste Deutsche. 2006 erreichte er mit einem Gesamtvermögen von 11,5 Milliarden Dollar sogar den dritten Rang der reichsten Deutschen. Schlüsselstellen seiner Unternehmen sind mit Personen aus seiner Familie besetzt. Trotz der Übergabe der Geschäfte an seinen Sohn Ludwig Merckle im Jahr 1997 blieb Adolf Merckle bis zu seinem Tod im Hintergrund tätig.
Neben vielen anderen sozialen Aktivitäten unterstützte er insbesondere die Arbeit der Deutschen Stiftung Denkmalschutz und der Deutschen Gesellschaft für Arterioskleroseforschung.

## Unternehmenskrise
Ende 2008 geriet die VEM Vermögensverwaltung, bei der unter anderem Anteile an ratiopharm und HeidelbergCement gehalten wurden, in eine Liquiditätskrise. In einigen Medien wurden zunächst Verluste aus Optionsgeschäften mit Volkswagen-Aktien als Auslöser dafür mit verantwortlich gemacht. Tatsächlich hatte Adolf Merckle Anfang 2008 zwei größere Kapitalerhöhungen bei HeidelbergCement vorgenommen, mit denen die Übernahme des britischen Baustoffherstellers Hanson finanziert wurde. Die hierfür aufgenommenen Kredite wurden mit Unternehmensaktien besichert. Als in der Finanzkrise die Börsenwerte abstürzten, verloren auch die Sicherheiten zeitweise um 75 % ihres Werts. Daher wurden vorzeitige Kredittilgungen und zusätzliche Sicherheiten gefordert. Adolf Merckle setzte dafür Privat- und Betriebsvermögen ein, konnte die Forderungen jedoch nicht vollständig erfüllen. Auch eine Landesbürgschaft wurde nicht gewährt. Sein Sohn Ludwig Merckle führte die Verhandlungen mit den Gläubigerbanken, in denen ein Überbrückungskredit und der Verkauf der ratiopharm sowie Anteilen an HeidelbergCement beschlossen wurde. Die Liquiditätskrise der VEM Vermögensverwaltung konnte so überwunden und die Schulden vollständig zurückgezahlt werden.

## Auszeichnungen
Adolf Merckle wurde im Oktober 2005 vom baden-württembergischen Ministerpräsidenten Günther Oettinger das Bundesverdienstkreuz Erster Klasse übergeben. Seit 2004 war Merckle Träger des Sächsischen Verdienstordens, ebenso wurde er von den Universitäten Ulm und Tübingen mit der Ehrendoktorwürde in Medizin ausgezeichnet und war deren Ehrensenator.
Er ist erster Träger der Rudolf-Schönheimer-Medaille, der höchsten Auszeichnung der Deutschen Gesellschaft für Arterioskleroseforschung (DGAF).